# نعم، لقد أحببت أيضا
نعم، لقد أحببت أيضًا (بالهندية: हाँ... मैंने भी प्यार किया) (بالإنجليزية: Haan Maine Bhi Pyaar Kiya) هو فيلم درامي رومانسي هندي باللغة الهندية عام 2002، من إخراج دارميش دارشان. الفيلم من بطولة أبهيشيك باتشان، كاريشما كابور وأكشاي كومار. تم تأليف موسيقى الفيلم من قبل الثنائي نديم-شرافان.

## حبكة
شيف وبوجا يبحثان عن وظيفة. لقد تم إجراء المقابلة معهم في نفس اليوم في نفس الشركة، وكلاهما مؤهلان بشكل متساوٍ للوظيفة. في مكان المقابلة، عندما ترى بوجا أنه سيكون من الصعب عليها الحصول على الوظيفة، تخدع شيف وتحصل على الوظيفة. لكن في وقت لاحق، عندما حصل شيف أيضًا على وظيفة في تلك الشركة، علم أن بوجا خدعته. بعد الكثير من المقالب والمرح، يقعان في الحب ويتزوجان بسعادة، لكن في بعض الأحيان يقعان في جدال تافه بسبب الطريقة التي يتعاملان بها مع الحياة. يتعامل شيف مع كل يوم كما يأتي، بينما خيال بوجا أحيانًا يتغلب عليها. تتخلى بوجا عن حياتها المهنية من أجله وتستقر كربة منزل. يذهبون لقضاء شهر العسل في سويسرا، وهناك يقابلون ميجنا، التي هي صديقة شيف في الكلية. ذات يوم، عندما يعود شيف من مؤتمر، يجد أن ميجنا عالقة على الطريق منذ أن تضررت سيارتها. لذلك قرر شيف توصيل ميجنا حيث أنهما يقيمان في نفس الفندق. وبسبب سوء الأحوال الجوية، لم يتمكنوا من العودة إلى الفندق في الوقت المحدد، لذا اضطروا إلى البقاء في فندق في منتصف الطريق. تزداد اللامبالاة بين شيف وبوجا سوءًا عندما ينتهي الأمر بشيف بقضاء الليلة مع ميجنا. تسمع بوجا حديثهم حول ضرورة نسيان علاقتهم لليلة واحدة. مصدومة ومضطربة، تطلب الطلاق على الفور وتتركه. تنتقل بوجا بعد ذلك إلى مومباي، حيث تحصل على وظيفة سكرتيرة لراج، وهو نجم سينمائي. لدى راج كل ما يمكن لأي شخص أن يطلبه: المال والشهرة، ولكن ليس الحب. تعمل بسعادة كسكرتيرة له، ويقع راج في حب بوجا، وهي أيضًا تحبه. في أحد الأيام، يذهبان لإطلاق النار في نيني هيلز، وتكتشف بوجا أن شيف هو مدير الفندق الذي يقيمون فيه. تقول بوجا لشيف أنها لا تزال لا تستطيع أن تسامح شيف على ما حدث في الماضي. راج يطلب من شيف أن يكون أفضل رجل في حفل زفافه. لذلك قرر شيف أنه لن يتدخل في حياة بوجا بعد الآن. لكن في يوم الزفاف، أدركت بوجا أنها لا تزال تحب شيف وكان ينبغي لها أن تسامحه. سمع راج هذا وقرر لم شمل بوجا وشيف. يتزوجان مرة أخرى وينجبان طفلة قريبًا.

## الممثلون
- أبهيشيك باتشان في دور شيف كابور
- كاريشما كابور في دور بوجا كاشياب / بوجا شيف كابور
- أكشاي كومار في دور راج مالهوترا
- سيمون سينغ في دور ميجنا
- هيماني شيفبوري في دور ماريا
- شاكتي كابور في دور تشيني
- نافنيت نيشان في دور نيها
- موهنيش باهل في دور روهيت كاشياب، شقيق بوجا
- سوبريا كارنيك في دور نيها كاشياب، أخت زوجة بوجا
- أوباسانا سينغ بائع الحليب
- دوللي بيندرا
- رزاق خان في دور ديل فينك حيدر آبادي
- قادر خان في دور بابان
- صوفيا حق في دور راقصة في أغنية "Zindagi Ko Bina Pyaar"

## الموسيقى التصويرية
تم تأليف الموسيقى التصويرية للفيلم من قبل الثنائي نديم-شرافان وكلمات سمير. وفقًا لموقع التجارة الهندي Box Office India، مع بيع حوالي 1800000 وحدة، كان ألبوم الموسيقى التصويرية لهذا الفيلم هو الحادي عشر الأكثر مبيعًا في العام.
| #  | أغنية                         | المغني(ون)                 | طول   |
| -- | ----------------------------- | -------------------------- | ----- |
| 1. | "هم يار هاين تومهاري"         | أوديت نارايان، ألكا ياجنيك | 07:12 |
| 2. | "تيري آنخون كا أنداز"         | أوديت نارايان، ألكا ياجنيك | 06:45 |
| 3. | "هار كيسيكي ديل مين"          | أوديت نارايان، ألكا ياجنيك | 06:05 |
| 4. | "زينداجي كو بينا بيار"        | كومار سانو، ساريكا كابور   | 07:02 |
| 5. | "مبارك مبارك"                 | أوديت نارايان              | 07:05 |
| 6. | "هم بيار هاين تومهاري"        | كومار سانو، ألكا ياجنيك    | 07:04 |
| 7. | "زينداجي كو بينا بيار (أنثى)" | ألكا ياجنيك                | 07:03 |
| 8. | "تيري آنخون كا أنداز"         | آلات موسيقية               | 06:08 |

## استقبال
أعطى تاران أدارش من بوليوود هانجاما الفيلم درجة واحدة من أصل خمسة، وكتب، "بشكل عام، لا يقدم الفيلم أي شيء جديد للمشاهد، باستثناء طاقم الممثلين المثير. ولكن بدون دعم سيناريو متماسك، فإن أفضل النجوم يتضاءل أهميتهم". قدمت رونجيتا كولكارني من Rediff.com مراجعة سلبية، وكتبت، "الفيلم يترك الكثير مما هو مرغوب فيه. أنا شخصيًا كنت أتمنى أن أرى أكثر من تلك النظرة المذهولة والعينين الدامعتين. 

## روابط خارجية
- نعم، لقد أحببت أيضا على موقع IMDb (الإنجليزية)
- نعم، لقد أحببت أيضا على موقع نتفليكس (الإنجليزية)
- نعم، لقد أحببت أيضا على موقع قاعدة بيانات الفيلم (الإنجليزية)
- نعم، لقد أحببت أيضا على موقع ليتربوكسد (الإنجليزية)
- نعم، لقد أحببت أيضا على موقع كينوبويسك (الروسية)